# Vöröscsőrű kitta
A vöröscsőrű kitta (Urocissa erythroryncha) a madarak osztályának verébalakúak (Passeriformes) rendjébe és a varjúfélék (Corvidae) családjába tartozó faj.

## Rendszerezése
A fajt Pieter Boddaert holland orvos és ornitológus írta le 1783-ban, a Corvus nembe Corvus erythrorynchus néven.

## Alfajai
- Urocissa erythroryncha occipitalis (Blyth, 1846) - India északnyugati része és Nepál
- Urocissa erythroryncha magnirostris (Blyth, 1846) - India északkeleti része, Bhután, Banglades, Mianmar középső és déli része, Thaiföld, Kambodzsa, Laosz és Vietnám déli része
- Urocissa erythroryncha alticola (Birckhead, 1938) - Mianmar északi része és közép-Kína déli része
- Urocissa erythroryncha brevivexilla (Swinhoe, 1874) - Kína északkeleti része
- Urocissa erythroryncha erythroryncha (Boddaert, 1783) - Kína középső, keleti és délkeleti része és Vietnám északi része [2]

## Előfordulása
Délkelet-Ázsiában, Banglades, Banglades, Kambodzsa, Kína, India, Laosz, Mianmar, Nepál, Thaiföld és Vietnám területén honos.
Természetes élőhelyei a mérsékelt övi erdők, szubtrópusi vagy trópusi síkvidéki és hegyi esőerdők, valamit szántóföldek és másodlagos erdők. Magassági vonuló.

## Megjelenése
Testhossza 64 centiméter, testtömege 106-232 gramm.
|  |  |

## Természetvédelmi helyzete
Az elterjedési területe nagyon nagy, egyedszáma pedig stabil. A Természetvédelmi Világszövetség Vörös listáján nem fenyegetett fajként szerepel.
fogságban nem túl gyakran tartott faj, Magyarországon a Miskolci Állatkert és Kultúrparkban látható két egyede 2018 óta. 